# Stade de baseball de Carson Park
Pour les articles homonymes, voir Carson Park.
Le stade de baseball de Carson Park est un stade de baseball situé dans l'enceinte du Carson Park, dans la ville d'Eau Claire, dans l'État américain du Wisconsin. 

## Histoire
Inauguré le 4 mai 1937, il a été le domicile de différents clubs de ligues mineures de baseball, dont les Bears d'Eau Claire de 1937 à 1942 et les Braves d'Eau Claire de 1946 à 1962. Il est depuis 1971 le domicile des Cavaliers d'Eau Claire et depuis 2005 celui de l'Express d'Eau Claire.
L'édifice est protégé au Registre national des lieux historiques depuis 2003.